# پلی‌لاکتیک اسید
پلی‌لاکتیک اسید یا اسید پلی‌لاکتیکیا پلی لاکتاید (پی ال ایPLA) نوعی پلی‌استر آلفاتیک ترموپلاستیک قابل تجزیه زیستی و فعال زیستی می‌باشد که از منابع تجدید پذیر مانند نشاسته ذرت (در ایالات متحده و کانادا) کاساوا ریشه‌های چیپس یا نشاسته (عمدتاً در آسیا) یا نیشکر (در بقیه جهان) به دست می‌آید. در سال ۲۰۱۰ پی ال ای بیشترین حجم مصرف نسبت به گونه‌های دیگر بیوپلاستیک را در جهان به خود اختصاص داده بود.
نام «پلی‌لاکتیک اسید» با استاندارد نامگذاری آیوپاک سازگار نیست و بالقوه مبهم و سردرگم کننده است چرا که پی ال ای پلی اسید نیست بلکه نوعی پلی استر است.

## روش تهیه پلی لاکتیک اسید (PLA)
پلی لاکتیک اسید (PLA) یک بیوپلاستیک است که از مونومرهای تکرارشونده با فرمول شیمیایی C3H4O2 تشکیل شده است. PLA از اسید لاکتیک ساخته می‌شود که از تخمیر مواد گیاهی تحت شرایط کنترل‌شده به دست می‌آید. فرایند تولید PLA شامل مراحل زیر است:
1. تولید لاکتید: اسید لاکتیک با دهیدراته کردن و سپس تخریب حرارتی الیگومرهای اسید لاکتیک به دایمر لاکتید تبدیل می‌شود.
2. پلیمریزاسیون حلقه‌گشا: لاکتید به وسیله پلیمریزاسیون با باز شدن حلقه در حضور کاتالیزور به پلیمر PLA تبدیل می‌شود.

دو روش اصلی برای تولید PLA وجود دارد:
- پلیمریزاسیون حلقه‌گشا (Ring-opening polymerization): این روش PLA با وزن مولکولی بالاتری تولید می‌کند و به همین دلیل روش ترجیحی برای تولید PLA است.
- پلیمریزاسیون تراکمی (Condensation polymerization): این روش PLA با وزن مولکولی پایین‌تری نسبت به پلیمریزاسیون حلقه‌گشا تولید می‌کند.

این فرایندها امکان تولید PLA با ویژگی‌های مختلف را فراهم می‌کنند، که در صنایع مختلف از جمله بسته‌بندی، پزشکی و تولیدات صنعتی کاربرد دارد.